# Isabelle Rico-Lattes
Isabelle Rico-Lattes est une chimiste française. Ses travaux en chimie moléculaire ont des retombées pratiques en dermatologie ou dans le traitement des décollements de la rétine.
Au cours de sa carrière, elle reçoit différentes distinctions pour ses travaux. 
- En 2006, elle reçoit la médaille d'argent du CNRS[3].
- En 2012, elle reçoit le trophée de la femme de recherche lors du trophée des femmes 2012[4].
- En 2017, elle reçoit le trophée de la femme de recherche lors du 2e trophée des femmes Objectifs News.